# Давыдово (Курбское сельское поселение)
Давыдово — деревня в Ярославском районе Ярославской области России, входит в состав Курбского сельского поселения; в рамках административно-территориального устройства включается в Мордвиновский сельский округ. 

## География
Расположена на берегу речки Ширинка в 7 км на северо-запад от центра поселения села Курба и в 33 км на запад от западной границы города Ярославль.

## История
В 1787 году в сельце Давыдове на средства надворного советника помещика Алексея Караулова была построена церковь, приписанная к церкви села Балакирева.
В конце XIX — начале XX деревня входила в состав Курбской волости Ярославского уезда Ярославской губернии.
С 1929 года деревня входила в состав Дряхловского сельсовета Ярославского района, с 1944 по 1957 год — в составе Курбского района, с 1954 года — в составе Мордвиновского сельсовета, с 2005 года — в составе Курбского сельского поселения.

## Население
| 1859 | 1914 | 2007 | 2010 |
| ---- | ---- | ---- | ---- |
| 40   | ↗127 | ↘0   | →0   |

## Транспорт
Давыдово расположено в 2 км от автодороги «Ивановский Перевоз — Ширинье». До деревни идёт грунтовая дорога. Ближайшая автобусная остановка находится около СНТ Берёзка (урочище Дряхлово).